# Herb Rosji

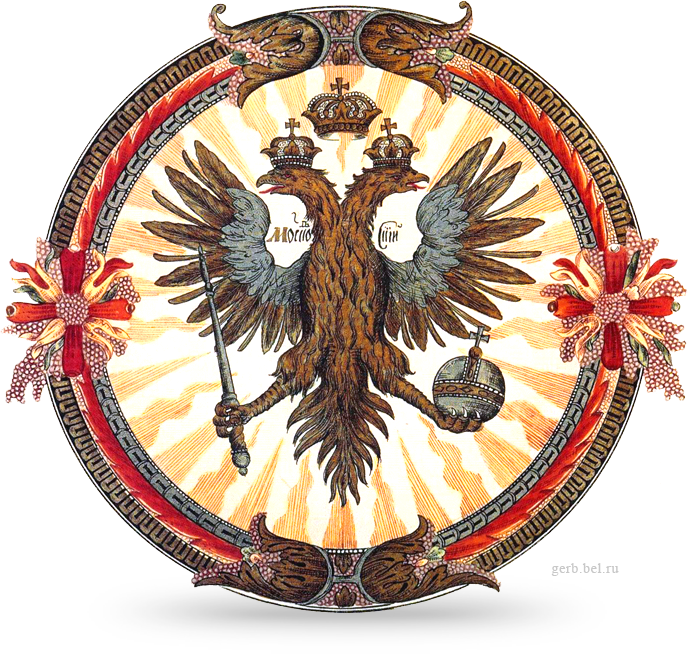
Godło Carstwa rosyjskiego w 1672

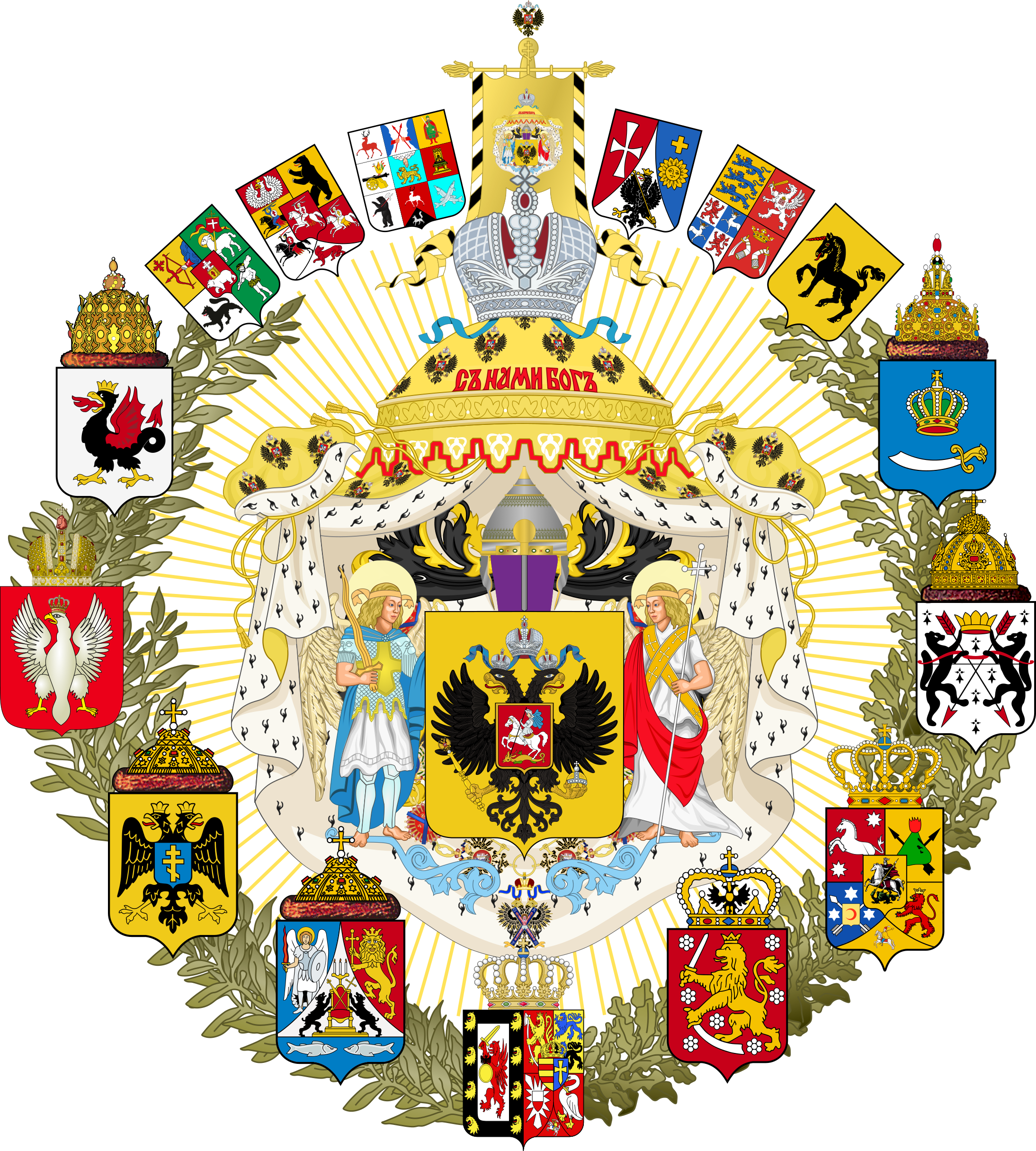
Herb Wielki Cesarstwa Rosyjskiego z 1882 roku. Wieniec zawiera herby poszczególnych królestw cesarstwa. Z prawej (heraldycznie) strony jest Orzeł Biały.

Herb Rosji – herb Federacji Rosyjskiej to tradycyjny herb Rosji, przywrócony w 1993, przedstawiający dwugłowego złotego orła z czasów Cesarstwa Wschodniorzymskiego – godło dynastii Paleologów z Pogonią Ruską na piersi; całość umieszczona na czerwonej tarczy.

## Historia herbu
Po raz pierwszy orzeł został użyty jako godło Wielkiego Księstwa Moskiewskiego przez Iwana III Srogiego w 1472 po jego ślubie z księżniczką bizantyjską Zofią. Prawosławni książęta moskiewscy uważali się za kontynuatorów Cesarstwa Bizantyjskiego, które przestało istnieć w 1453.
Na piersi orła znajduje się herb Wielkiego Księstwa Moskiewskiego, przedstawiające św. Jerzego na koniu, walczącego ze smokiem – jest to tradycyjne, najstarsze godło Księstwa Moskiewskiego.
Podczas wojny moskiewskiej godło przechodziło wiele zmian, m.in. nie było na nim św. Jerzego, a orzeł był z brązu, na niektórych godłach w ogóle nie było orła, tylko św. Jerzy ze smokiem.
Pierwsze godła były dość proste – korona nad złotym, dwugłowym orłem, z tarczą świętego Jerzego na piersi, na tle czerwonym.
Po wstąpieniu na tron pierwszego cara z dynastii Romanowów, Michała Fiedorowicza, godło musiało ulec zmianie. Nad złotym, dwugłowym orłem pojawiły się trzy korony. Kolejną nowością było wprowadzenie symboli monarszych, korony i berła, które nastąpiło po włączeniu części Ukrainy do Rosji. Wzorując się na orle cesarstwa rzymskiego, zmieniono kształt skrzydeł, które teraz nadawały orłu siły i potęgi. Właśnie takie godło znalazło się na wieży Kremla w 1654 roku. W 1667 roku ogłoszono oficjalnie, że te trzy korony mają symbolizować Kazań, Astrachań i Syberię.
Kolejna zmiana nastąpiła za Piotra I Wielkiego w 1698 roku. Orzeł zmienił kolor na czarny, a na jego piersi pojawił się łańcuch Orderu Świętego Andrzeja, który był patronem Piotra I. Początkowo łańcuch z orderem ogarniał całego orła, dopiero później otaczał tylko tarczę ze świętym Jerzym. W miejsce trzech równorzędnych koron pojawiła się jedna główna (insygnium koronacyjne Romanowów, które symbolizowało cesarstwo, bowiem Piotr ogłosił się imperatorem, choć korona ta pojawiła się dziesięć lat wcześniej przed tym faktem), górująca na pozostałymi i dwie mniejsze, znajdujące się na głowach orła. Po nim godło zmieniło się nieznacznie – kształt skrzydeł stał się bardziej nierównomierny, a na orderze św. Jerzego pojawił się napis: „Za wiarę i wierność” pisany cyrylicą.

Herb Polski pod zaborem rosyjskim miał duże podobieństwo do herbu Rosji. Główna różnica to zastąpienie Świętego Jerzego, Orłem Białym. Dominujący orzeł dwugłowy oznaczał względne poszanowanie dla kultury polskiej, która miała jednak nie zapominać kto jest władcą.

Godło wzbogacił car Paweł I w 1799 roku. Tarcza ze świętym Jerzym (uznawana przez cara za podstawowe, niezmienialne godło Rosji) zabijającym smoka została umieszczona na krzyżu maltańskim. Związane jest to prawdopodobnie z zajęciem Malty przez Napoleona, po którym car wziął zakon maltański w „opiekę” i otrzymał tytuł wielkiego mistrza. Ten nowy element oparty był na Orderze Świętego Jerzego. Order spinają mniejsze orły rosyjskie z krzyżami maltańskimi na piersiach w miejscu postaci św. Jerzego. Sam krzyż wraz z orderem i tarczą został ukoronowany kolejną koroną – maltańską, tak więc występują już cztery królewskie nakrycia głowy – oprócz tego dwie nad głowami orła i czwarta, imperatorska górująca nad godłem. Nieznacznej zmianie uległ sam orzeł; został nieco zniekształcony, jego nogi tworzą zrośniętą całość z ogonem.
Sam car Paweł opracowywał projekt Wielkiego Herbu Cesarstwa Rosyjskiego, gdzie na wielkiej czarno-białej tarczy i dziewięciu mniejszych miały się pojawić czterdzieści trzy herby różnych ziem imperium. Pod krzyżem maltańskim proponowano postawić postać świętego Andrzeja, zaś archaniołowie Gabriel i Michał mieli stać obok herbu i podtrzymywać insygnia koronacyjne. Nie doszło to do skutku, jednak niektóre elementy zostały wykorzystane w późniejszych pracach. Syn Pawła, Aleksander I Pawłowicz, wydał w 1801 roku dekret, który znosił krzyż maltański z godła rosyjskiego.
Podczas następnego okresu wygląd orła ulegał zmianom wręcz rewolucyjnym. Bardzo często się zmieniał, miał jedną lub trzy korony, natomiast w łapach trzymał nie tradycyjne symbole monarsze, lecz nowe, dziwne, które przedostały się do Rosji z europejskim stylem „Empire”. Car Mikołaj I Romanow wprowadził dwa równorzędne godła. Pierwsze ma jedną, imperialną koronę, a w łapach trzyma złoty wieniec laurowy, złotą wstęgę i złote pioruny wraz z płonącym zniczem. Jego skrzydła opadają w dół. Natomiast drugie jest bardziej znane: trzy korony, tradycyjne symbole władzy w łapach, skrzydła skierowane w górę, a na nich po raz pierwszy pojawiają się tarcze herbowe ziem cesarstwa: Polski, Krymu, Finlandii, Kazania, Astrachania i Syberii. W roku 1857 przeprowadzono reformę, wzorowaną na Europie Zachodniej i według heraldyki niemieckiej. Orzeł przybrał zupełnie inny kształt, srebrzysty kolor, postać św. Jerzego została odwrócona w drugą stronę, a na skrzydłach pojawiło się więcej herbów ziem: Kazania, Polski, Krymu (Gubernia taurydzka), trzech wielkich księstw: Kijowa, Włodzimierza i Nowogrodu, a na lewym skrzydle Astrachania, Syberii, Gruzji i Finlandii.
Zaprojektowano również Herb Mały, Średni i Wielki cesarstwa. Wzór Dużego z 1882 r. przedstawia się tak: w centralnej części dwugłowy orzeł na żółtym tle, ukoronowany trzema koronami, tarcza zwieńczona hełmem świętego Aleksandra Newskiego. Obok stoją archaniołowie Gabriel i Michał. Nad nimi znajdowała się jeszcze jedna korona imperialna z rosyjskim napisem: „Bóg z nami”. Wokół znajduje się kilkanaście herbów prowincji. Wielkie herby po prawej stronie to: Kazania, Polski, Mołdawii i 3 wielkich księstw, na lewej stronie Astrachania, Syberii, Gruzji i Finlandii. Małe herby w górnej części to symbole mniejszych ziem: herb regionów północno-wschodnich, połączony herb obwodów białoruskich i litewskich (W. Ks. Litewskiego, białostockiego, żmudzkiego, połockiego, witebskiego i mścisławskiego), połączony herb obwodów, m.in. smoleńskiego i pskowskiego, połączony herb obwodów pd.-wschodnich: wołyńskiego, podolskiego i czernichowskiego, połączony herb obwodów nadbałtyckich: Estonii, Inflant, Kurlandii-Semigalii, karelskiego oraz na końcu herb Turkiestanu. Na samym dole herbu Wielkiego jest herb rodziny Holstein – Gottorp – Romanow, jedyny raz w historii cesarstwa rosyjskiego.
Herb mały cesarstwa różnił się od tego z 1857 roku tylko zmianą koloru koron ze złotego na srebrny i nieznaczną zmianą sylwetki.
Wszystkie te herby obowiązywały do upadku caratu w 1917 roku. Wtedy powołano komisję złożoną z wybitnych artystów i historyków, by opracować nowy projekt godła narodowego Rosji. Podstawą był orzeł z czasów Iwana III, pozbawiony wszelkich symboli władzy. Takie godło obowiązywało nawet po przejęciu władzy przez bolszewików, aż do wprowadzenia godła sowieckiego w lipcu 1918 roku. Ten, był zupełnie niezwiązany z żadną tradycją ani heraldyką: czerwona tarcza z sierpem i młotem, wokół kłosy żyta, nad nią czerwona gwiazda, a na dole napis: „Proletariusze wszystkich krajów, łączcie się!” (zobacz godło ZSRR).
Stary wizerunek godła przywrócono w 1993 roku. Nawiązuje on do wyglądu orła z przełomu XV i XVI wieku. Kolor ptaka jest złoty, podobnie trzech koron. Święty Jerzy ponownie usytuowany jest według heraldyki wschodniej.

## Galeria herbów i godeł Rosji

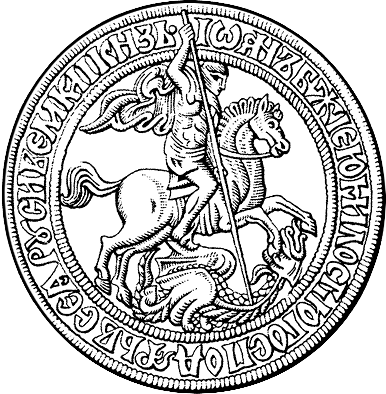
1497 rok
1497 rok
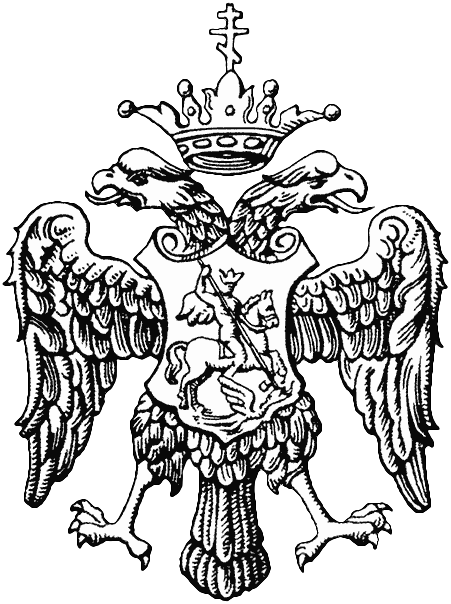
połowa XVI wieku (panowanie Iwana IV)
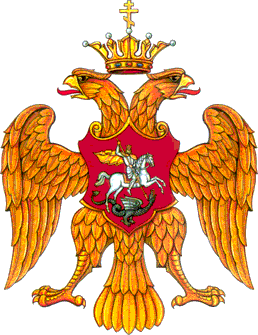
XVI wiek
1667 rok (panowanie Aleksego Michajłowicza)
1 ćwierć XVIII wieku (panowanie Piotra I)
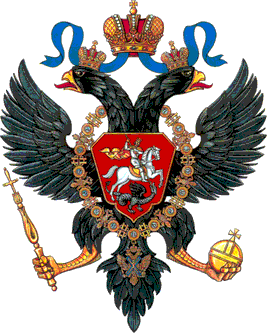
XVIII wiek
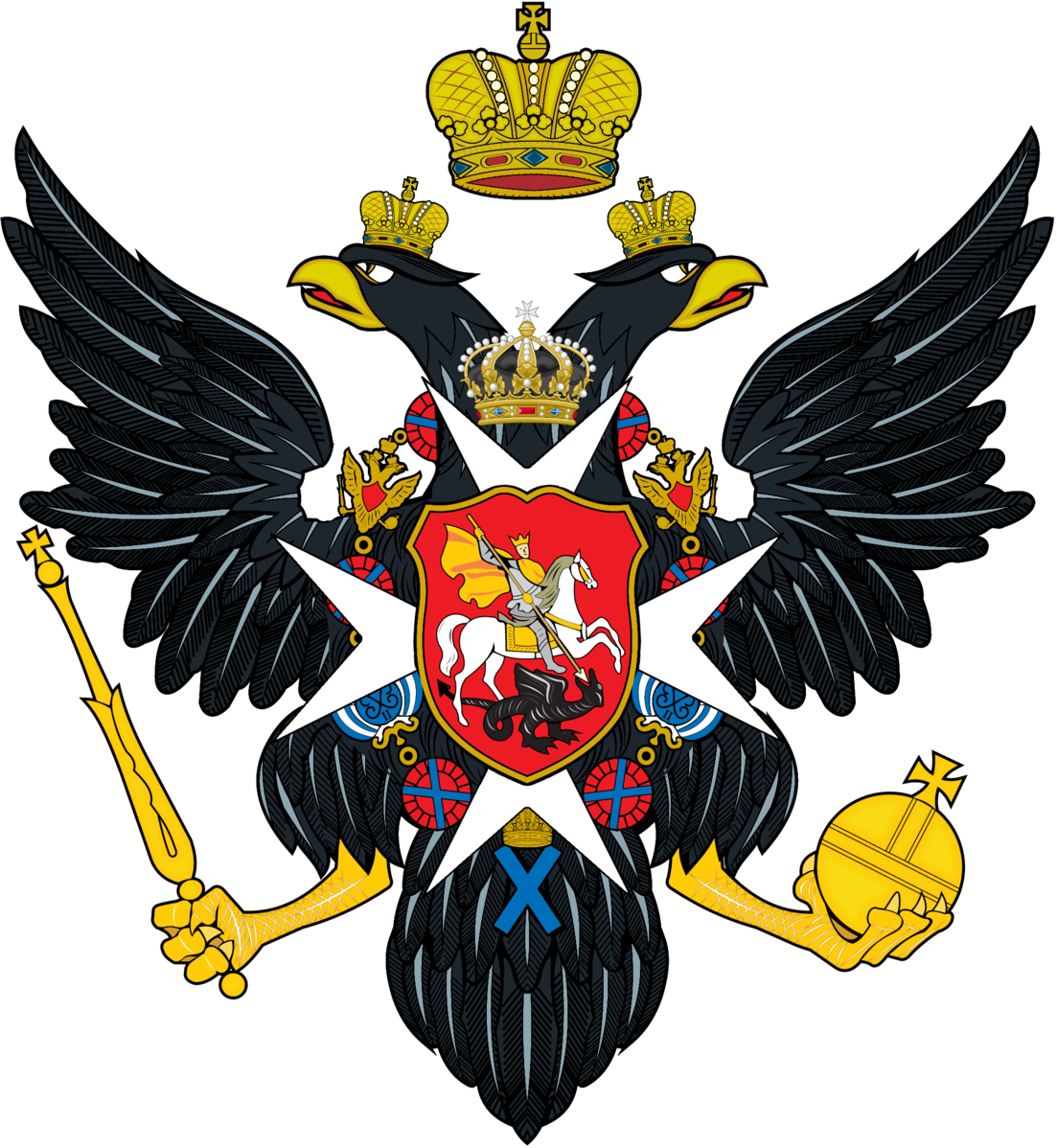
1799–1801
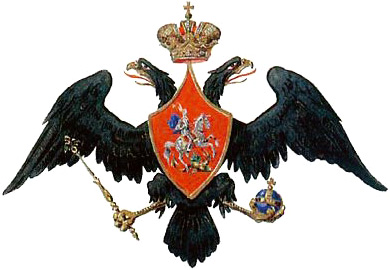
1825 rok
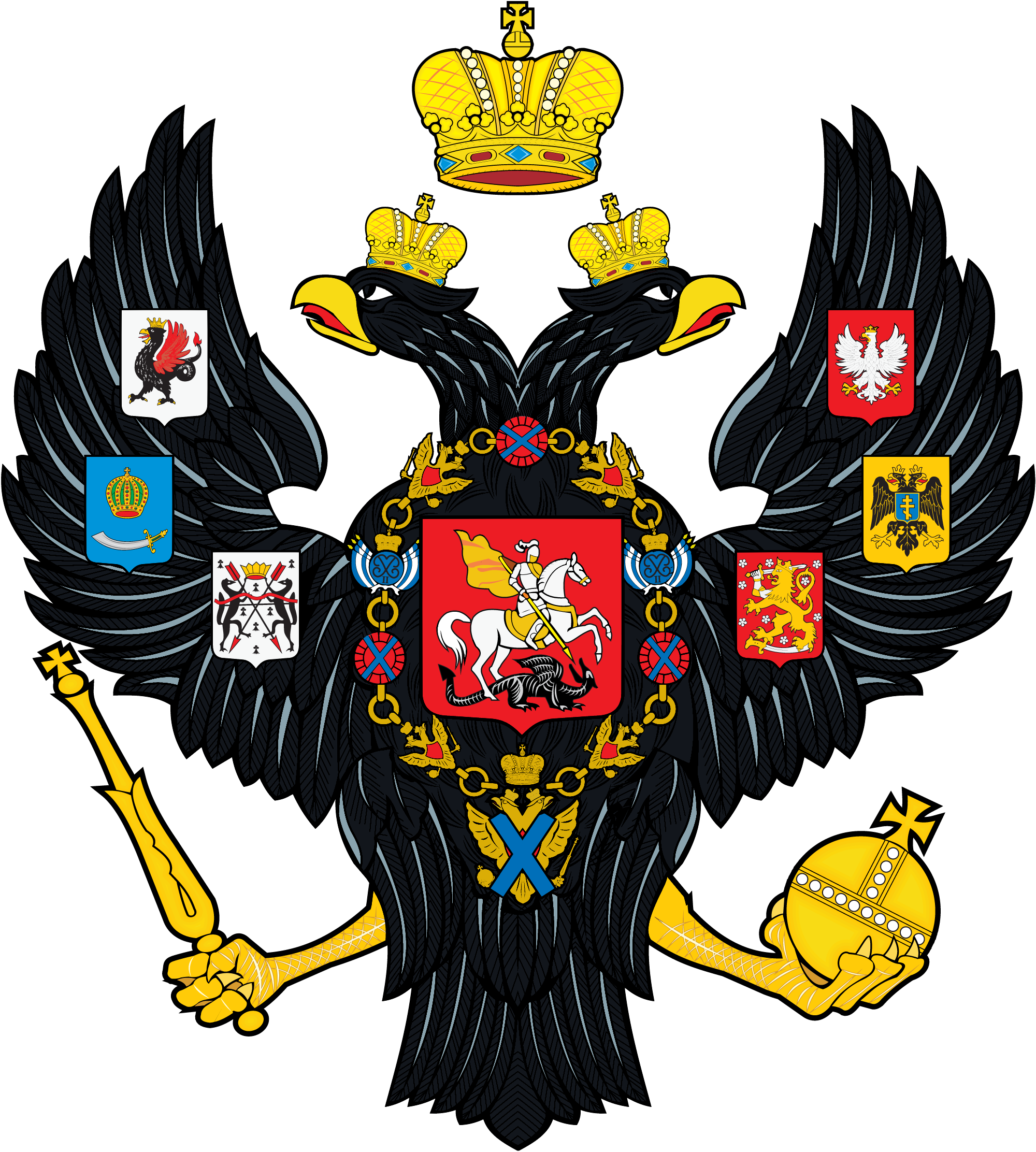
1828 rok
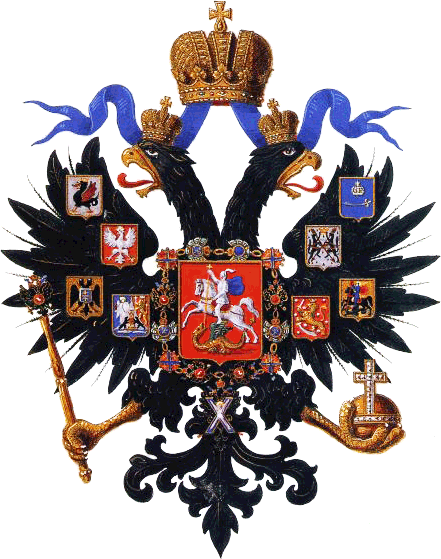
1856–1882
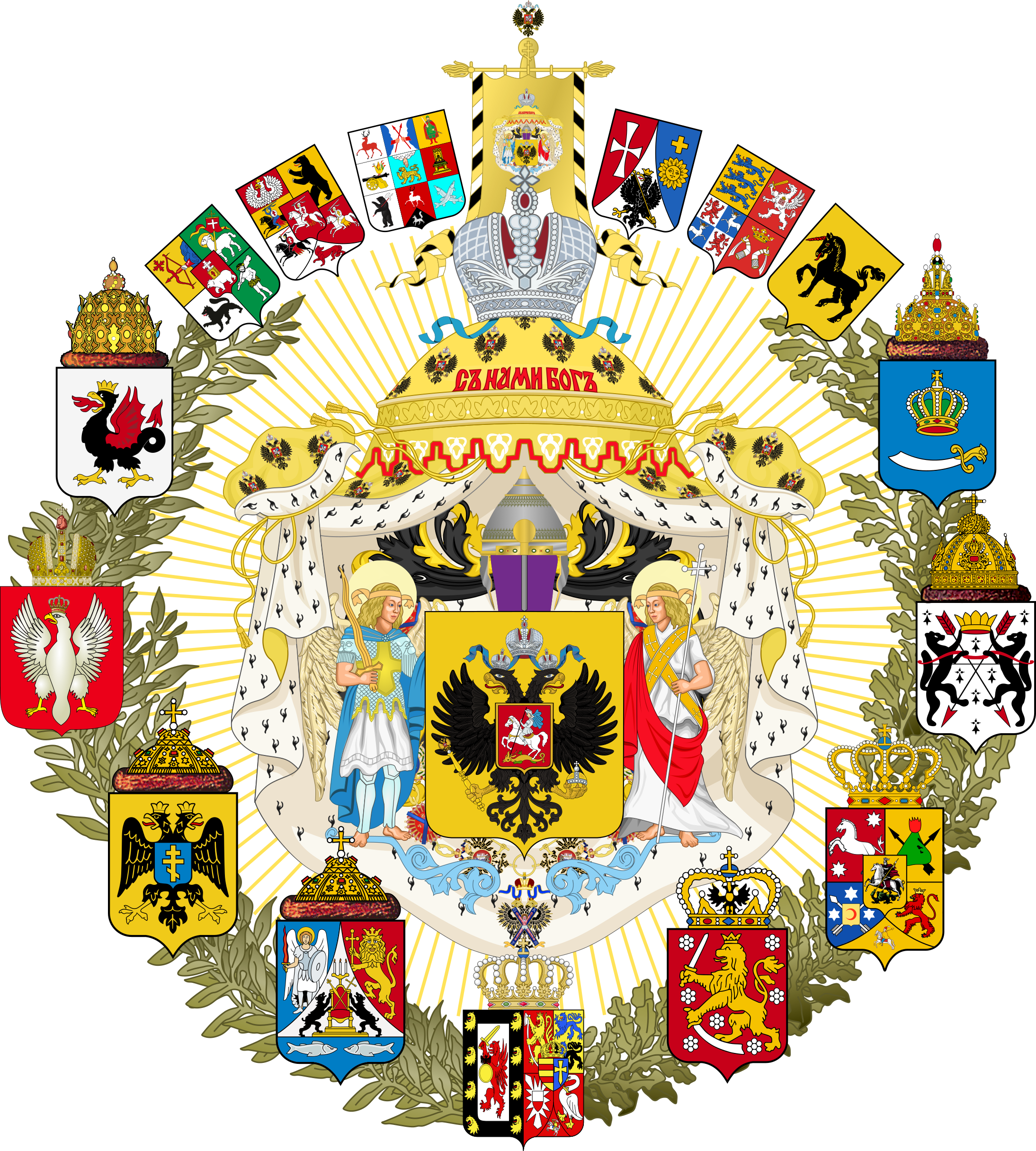
Herb Wielki Cesarstwa Rosyjskiego z 1882 roku
Herb Mały Cesarstwa Rosyjskiego z 1883 roku
1917–1918
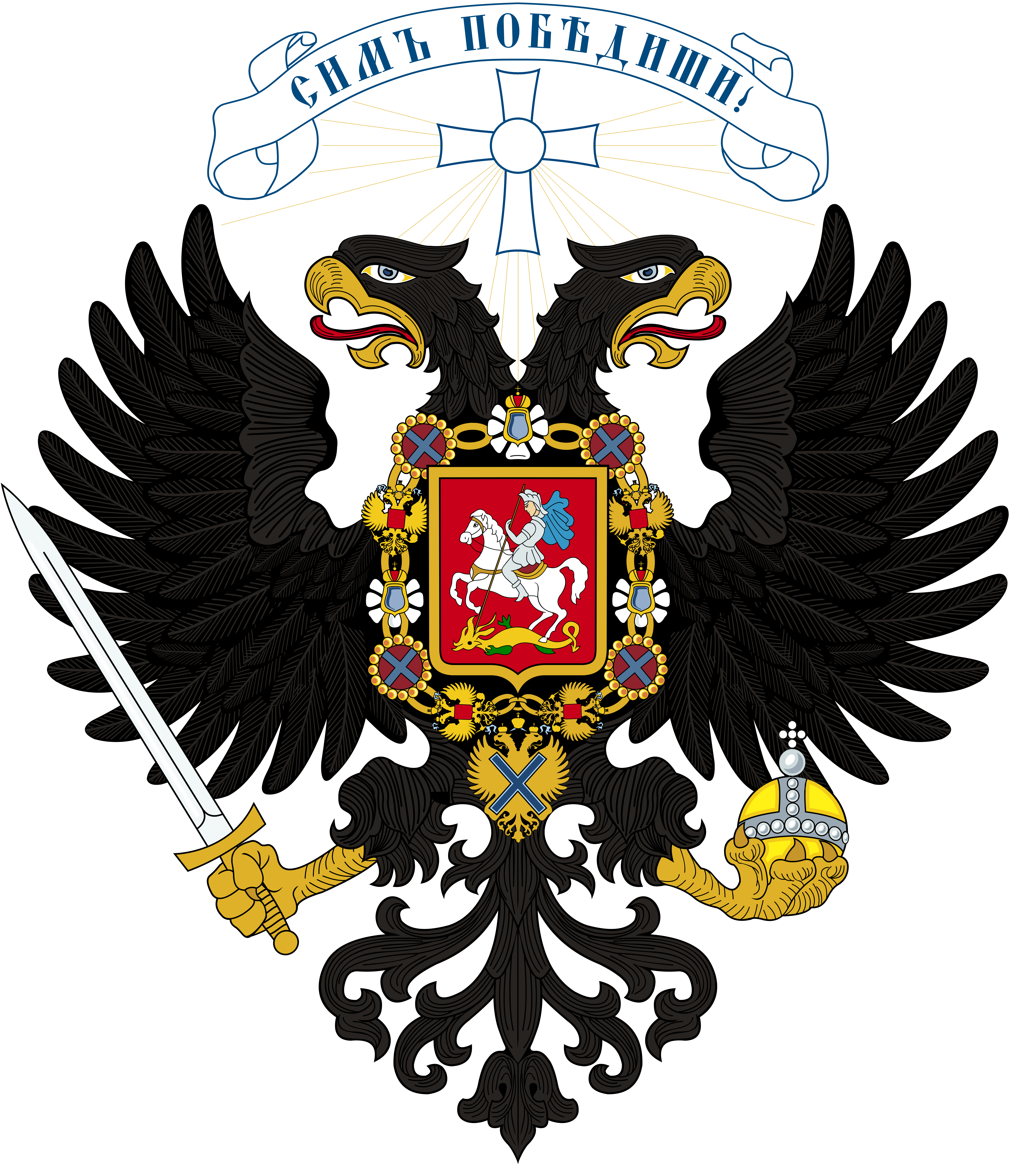
projekt Ogólnorosyjskiego Rządu Tymczasowego

Rosyjska Federacyjna Socjalistyczna Republika Radziecka:

1918–1920
1920–1954
1954–1978
1978–1992
1992–1993

## Inne warianty herbu Rosji

Ministerstwo Obrony Federacji Rosyjskiej
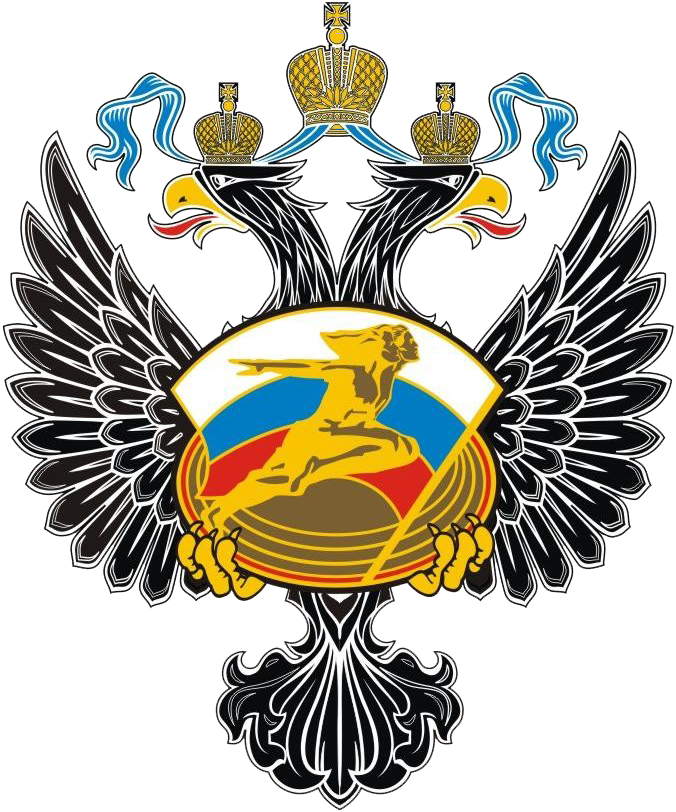
Ministerstwo Sportu Federacji Rosyjskiej
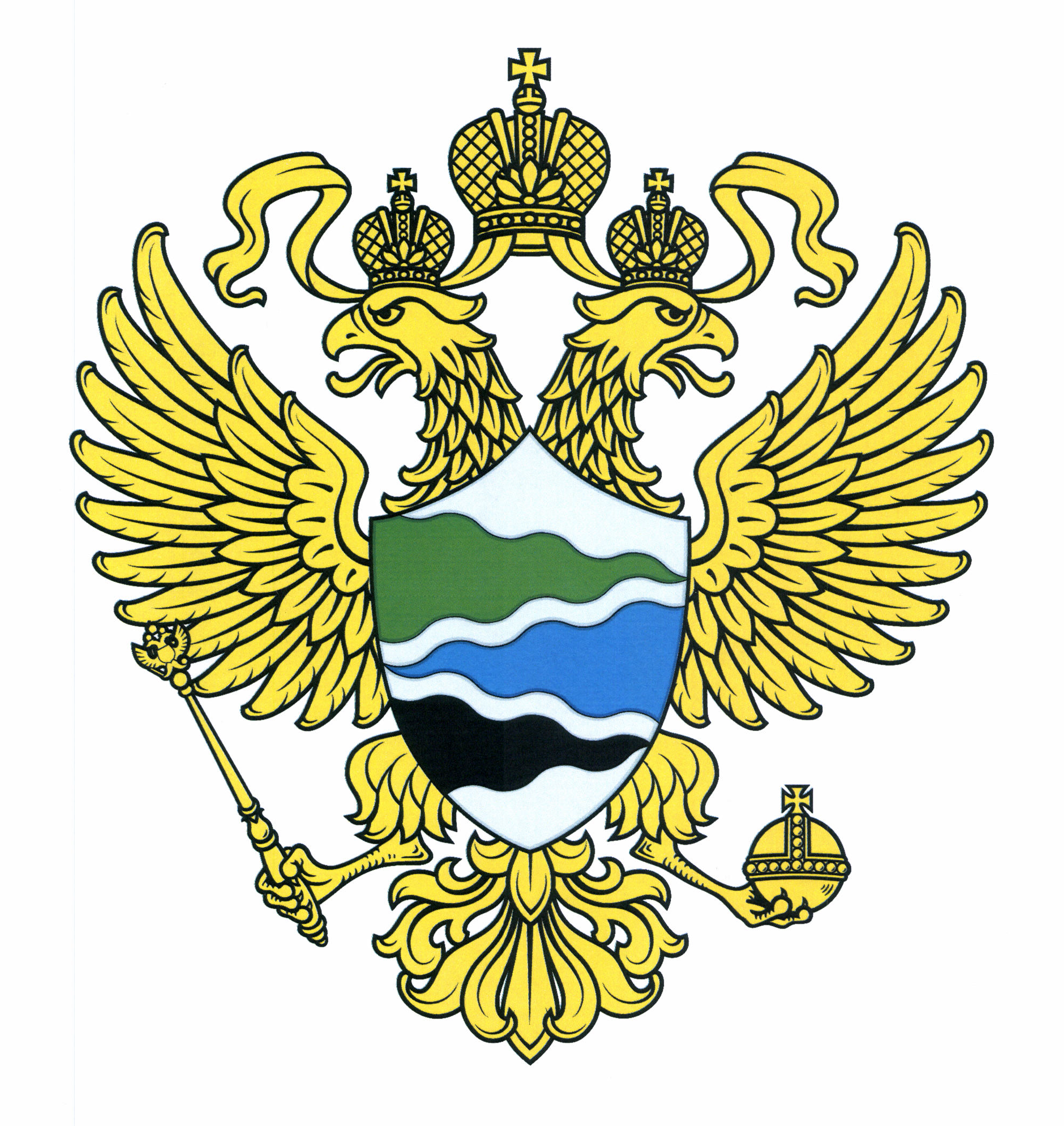
Ministerstwo Zasobów Naturalnych i Ekologii  Federacji Rosyjskiej
Ministerstwo Spraw Wewnętrznych Federacji Rosyjskiej
Ministerstwo Oświaty Federacji Rosyjskiej
Ministerstwo Obrony Cywilnej, Sytuacji Nadzwyczajnych oraz Likwidacji Następstw Klęsk Źywiołowych Federacji Rosyjskiej
Ministerstwo Spraw Zagranicznych Federacji Rosyjskiej
Ministerstwo Rolnictwa Federacji Rosyjskiej
Ministerstwo Kultury Federacji Rosyjskiej
Ministerstwo Ochrony Zdrowia Federacji Rosyjskiej
Ministerstwo Rozwoju Ekonomicznego Federacji Rosyjskiej
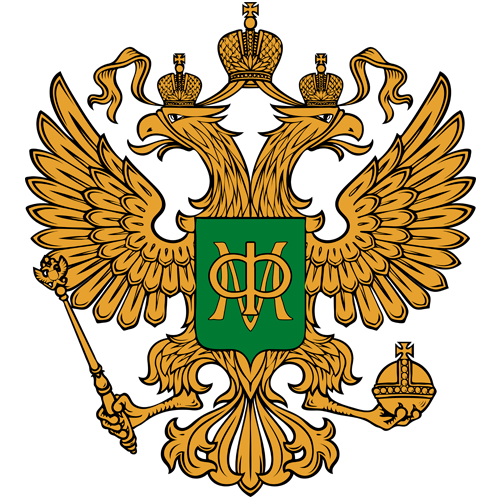
Ministerstwo Finansów Federacji Rosyjskiej
Ministerstwo Transportu Federacji Rosyjskiej
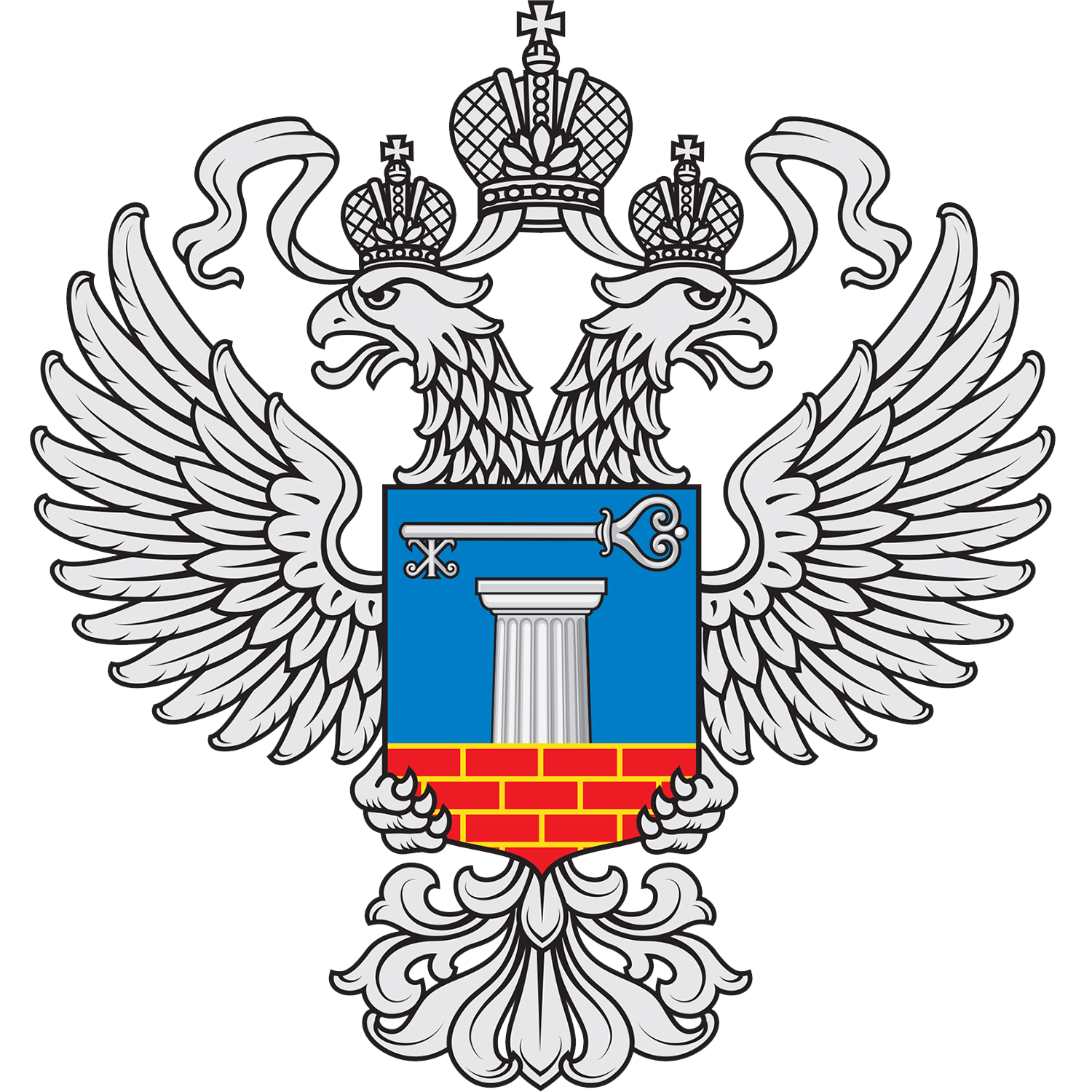
Ministerstwo Budownictwa i Gospodarki Komunalnej Federacji Rosyjskiej
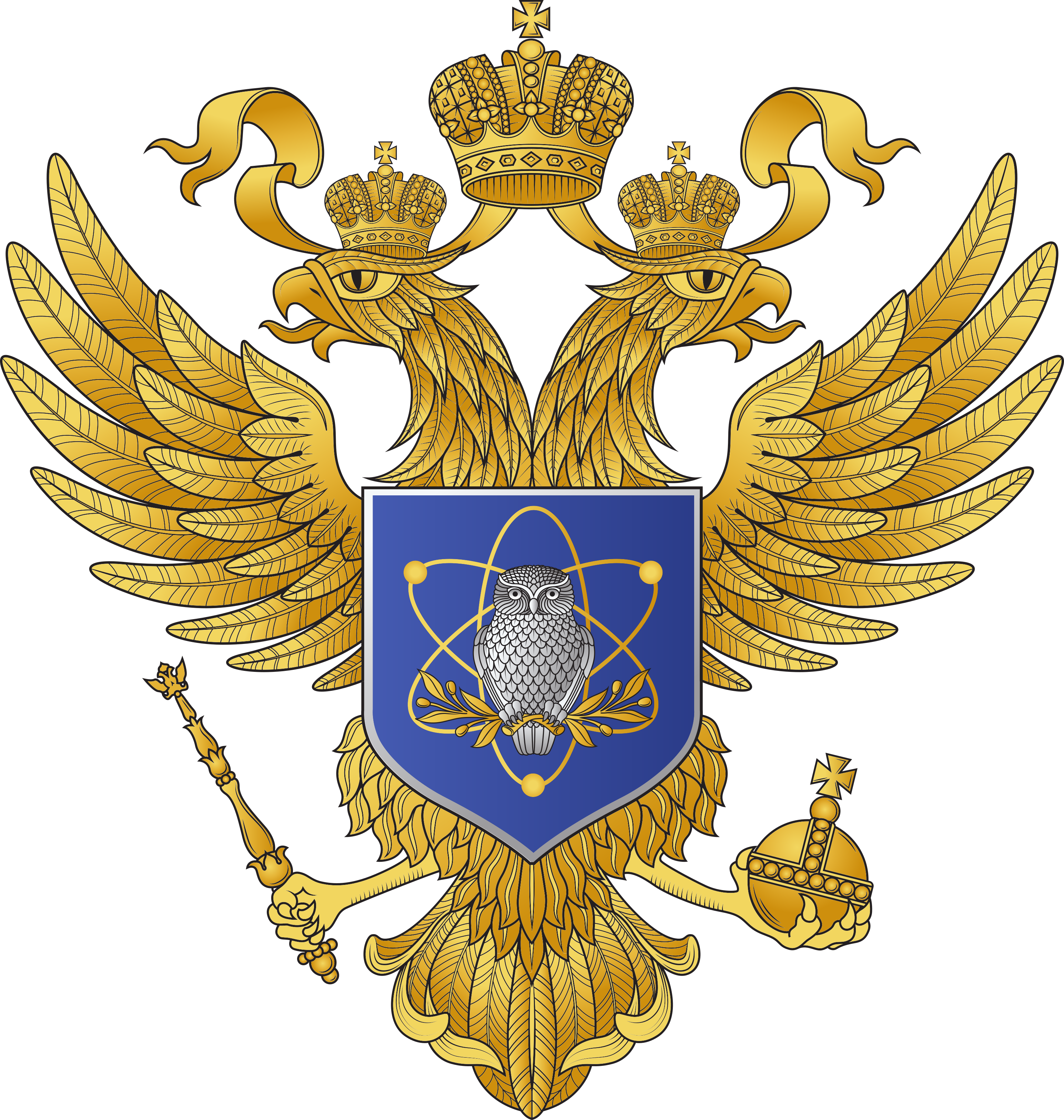
Ministerstwo Nauki i Szkolnictwa Wyższego Federacji Rosyjskiej
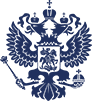
Ministerstwo Energetyki Federacji Rosyjskiej
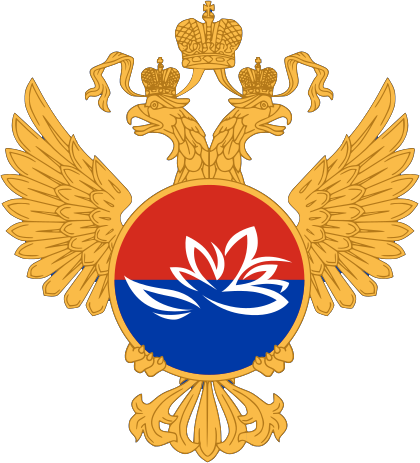
Ministerstwo Rozwoju Dalekiego Wschodu i Arktyki Federacji Rosyjskiej
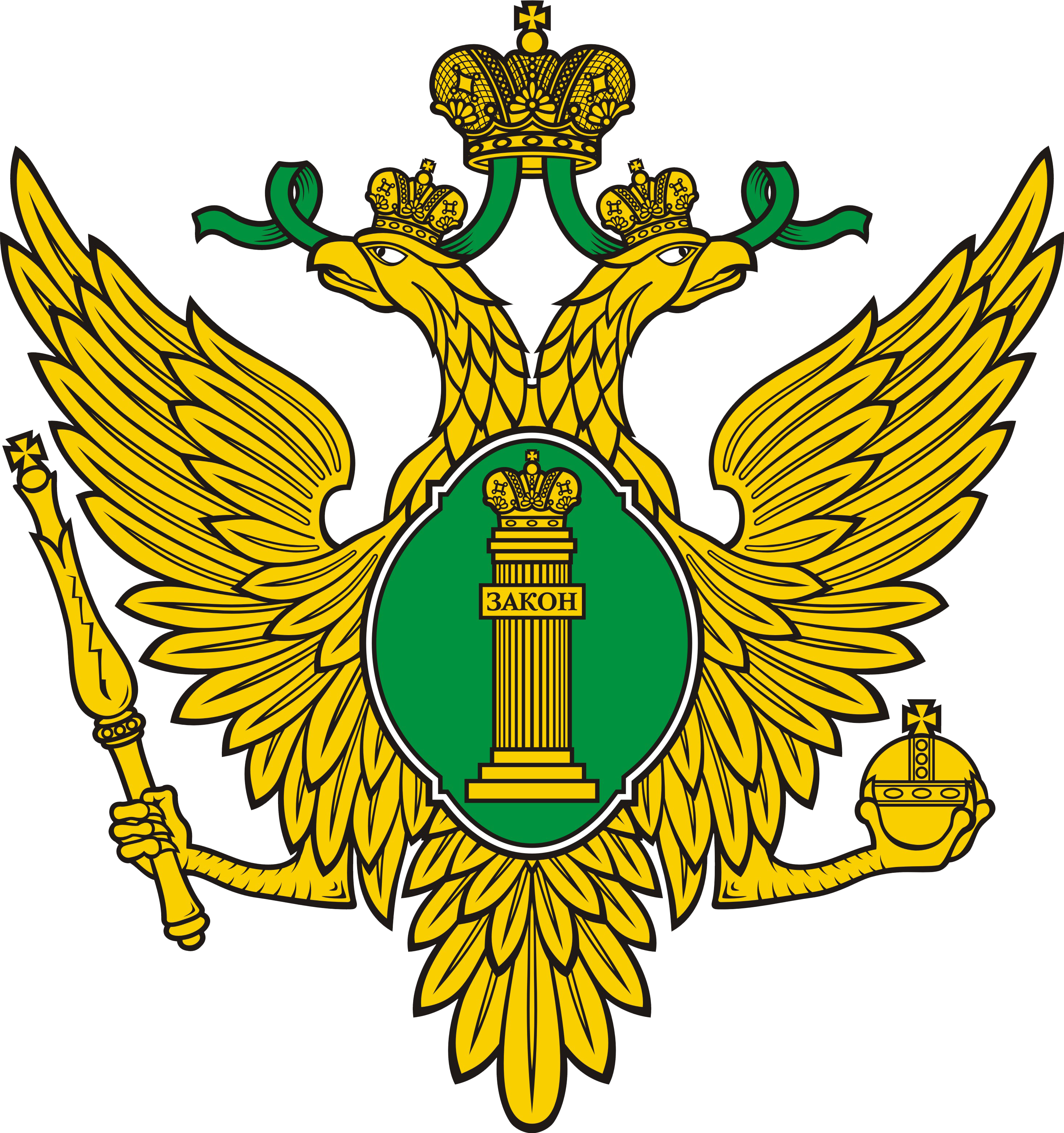
Ministerstwo Sprawiedliwości Federacji Rosyjskiej
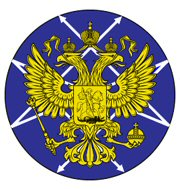
Ministerstwo Rozwoju Cyfryzacji, Łączności i Komunikacji Masowej Federacji Rosyjskiej
Wojska Lądowe Federacji Rosyjskiej
Marynarka Wojenna Federacji Rosyjskiej
Rosgwardia
Rosstat
Centralna Komisja Wyborcza Federacji Rosyjskiej
FSB
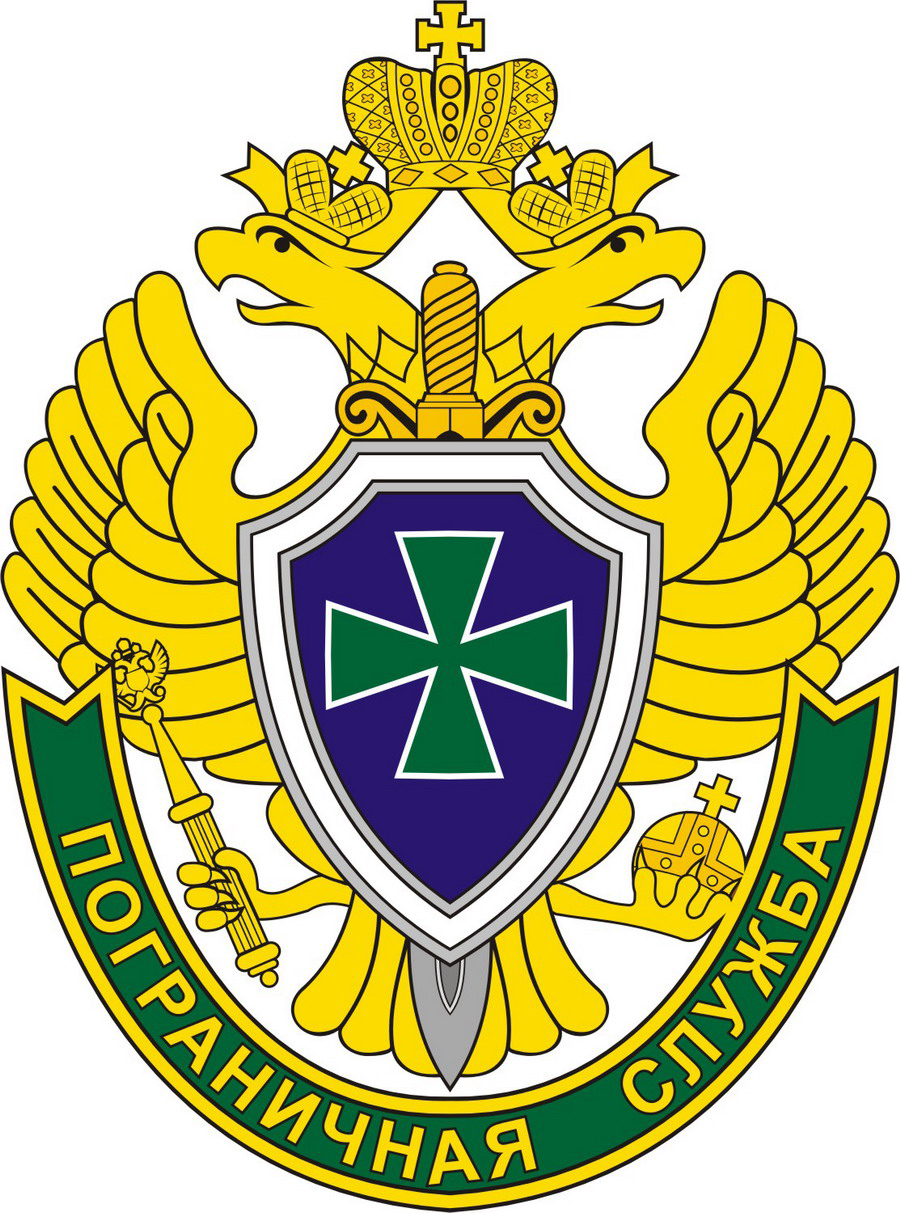
Służba pograniczna FSB
FSO